# Astra AB
A Astra AB era uma empresa farmacêutica sueca, com sede na cidade de Södertälje.
A companhia foi fundada em 1913 e fusionada em 1999 com a empresa britânica Zeneca Group para formar o conglomerado farmacêutico anglo-sueco AstraZeneca, com sede na cidade de Cambridge

Entre os medicamentos produzidos pela Astra AB com maior sucesso estão Xylocain (Lidocaína), Losec (Omeprazol) e Pulmicort (Budesonida).
Para além das instalações em Södertälje, a empresa dispunha de centros de pesquisa em Mölndal e em Lund.